# Gouvernement Simítis III
Pour les articles homonymes, voir gouvernement Simítis.
 (septembre 2023).
Si vous disposez d'ouvrages ou d'articles de référence ou si vous connaissez des sites web de qualité traitant du thème abordé ici, merci de compléter l'article en donnant les références utiles à sa vérifiabilité et en les liant à la section « Notes et références ».
IIIe République hellénique
Simítis II K. Karamanlís I
Le gouvernement Simítis III (en grec moderne : Κυβέρνηση Κωνσταντίνου Σημίτη 2000) est le gouvernement de la République hellénique entre le 13 avril 2000 et le 10 mars 2004, sous la Xe législature du Parlement.
Il est dirigé par le socialiste Konstantínos Simítis, à nouveau vainqueur des élections législatives à la majorité absolue. Il succède au gouvernement Simítis II et cède le pouvoir au premier gouvernement du conservateur Kóstas Karamanlís après que la ND a remporté la majorité absolue aux élections de 2004.

## Historique
Dirigé par le Premier ministre socialiste sortant Konstantínos Simítis, ce gouvernement est constitué et soutenu par le Mouvement socialiste panhellénique (PASOK). Seul, il dispose de 158 députés sur 300, soit 52,6 % des sièges du Parlement.
Il est formé à la suite des élections législatives anticipées du 9 avril 2000.
Il succède donc au gouvernement Simítis II, constitué et soutenu dans les mêmes conditions.

### Formation
Au cours du scrutin législatif, le PASOK progresse de plus de deux points et totalise 43,8 % des voix. Toutefois, la poussée de la Nouvelle Démocratie (ND), dont le résultat augmente de près de cinq points, fait perdre quatre nouveaux sièges aux socialistes, sans remettre en cause leur majorité absolue.
Simítis et son équipe de 19 ministres sont assermentés au palais présidentiel d'Athènes par le président de la République Konstantínos Stephanópoulos le 13 avril, quatre jours après le scrutin. Il constitue un exécutif donnant priorité aux politiques sociales et rappelle deux anciens proches de son prédécesseur Andréas Papandréou aux ministères de la Marine marchande et de la Mer Égée.

### Succession
Devenu impopulaire en raison d'un sentiment de baisse du niveau de vie des Grecs, malgré ses réussites économiques et diplomatiques, le Premier ministre annonce le 7 janvier 2004 qu'il renonce à présider le PASOK et convoque les élections législatives pour le 7 mars suivant. Il est remplacé un mois plus tard à la direction du parti par son chef de la diplomatie Giórgos Papandréou, personnalité extrêmement populaire et fils du fondateur du PASOK.
Mais lors des élections, Papandréou échoue à inverser la tendance indiquée par les sondages et la ND de Kóstas Karamanlís, neveu du fondateur du parti, remporte la majorité absolue. Karamanlís peut ainsi constituer son premier cabinet.

## Composition

### Initiale (13 avril 2000)
- Les nouveaux ministres sont indiqués en gras, ceux ayant changé d'attributions en italique.

| Portefeuille                                                                       | Titulaire | Titulaire                                                    | Parti |
| ---------------------------------------------------------------------------------- | --------- | ------------------------------------------------------------ | ----- |
| Premier ministre                                                                   |           | Konstantínos Simítis                                         | PASOK |
| Ministre de l'Intérieur, de l'Administration publique et de la Décentralisation    |           | Vásso Papandréou                                             | PASOK |
| Ministre de la Défense nationale                                                   |           | Ákis Tsochatzópoulos                                         | PASOK |
| Ministre des Affaires étrangères                                                   |           | Giórgos Papandréou                                           | PASOK |
| Ministre de l'Économie nationale et des Finances                                   |           | Giánnos Papantoníou                                          | PASOK |
| Ministre du Développement                                                          |           | Nikólaos Christodoulákis                                     | PASOK |
| Ministre de l'Environnement, de l'Aménagement du territoire et des Travaux publics |           | Kóstas Laliótis                                              | PASOK |
| Ministre de l'Éducation nationale et des Religions                                 |           | Pétros Efthimíou                                             | PASOK |
| Ministre de l'Agriculture                                                          |           | Geórgios Anomerítis                                          | PASOK |
| Ministre du Travail et de la Sécurité sociale                                      |           | Anastásios Giannítsis                                        | PASOK |
| Ministre de la Santé et du Bien-être                                               |           | Alékos Papadópoulos                                          | PASOK |
| Ministre de la Justice                                                             |           | Michaíl Stathópoulos                                         | PASOK |
| Ministre de la Culture                                                             |           | Theódoros Pángalos (jusqu'au 20/11/2000) Evángelos Venizélos | PASOK |
| Ministre de la Marine marchande                                                    |           | Chrístos Papoutsís                                           | PASOK |
| Ministre de l'Ordre public                                                         |           | Michális Chryssohoïdis                                       | PASOK |
| Ministre de la Macédoine-Thrace                                                    |           | Geórgios Paschalídis                                         | PASOK |
| Ministre de la Mer Égée                                                            |           | Nikólaos Siphounákis                                         | PASOK |
| Ministre des Transports et des Communications                                      |           | Chrístos Verelís                                             | PASOK |
| Ministre de la Presse et des Médias                                                |           | Dimítris Réppas                                              | PASOK |
| Ministre d'État                                                                    |           | Miltiádis Papaïoánnou                                        | PASOK |

### Remaniement du 24 octobre 2001
- Les nouveaux ministres sont indiqués en gras, ceux ayant changé d'attributions en italique.

| Portefeuille                                                                                         | Titulaire | Titulaire                                                        | Parti |
| --- | --------- | ---------------------------------------------------------------- | ----- |
| Premier ministre                                                                                     |           | Konstantínos Simítis                                             | PASOK |
| Ministre de l'Intérieur, de l'Administration publique et de la Décentralisation                      |           | Konstantínos Skandalídis                                         | PASOK |
| Ministre de la Défense nationale                                                                     |           | Giánnos Papantoníou                                              | PASOK |
| Ministre des Affaires étrangères                                                                     |           | Giórgos Papandréou                                               | PASOK |
| Ministre de l'Économie nationale et des Finances Ministre de l'Économie et des Finances (21/03/2002) |           | Nikólaos Christodoulákis                                         | PASOK |
| Ministre du Développement                                                                            |           | Ákis Tsochatzópoulos                                             | PASOK |
| Ministre de l'Environnement, de l'Aménagement du territoire et des Travaux publics                   |           | Vásso Papandréou                                                 | PASOK |
| Ministre de l'Éducation nationale et des Religions                                                   |           | Pétros Efthimíou                                                 | PASOK |
| Ministre de l'Agriculture                                                                            |           | Geórgios Drys                                                    | PASOK |
| Ministre du Travail et de la Sécurité sociale                                                        |           | Dimítris Réppas                                                  | PASOK |
| Ministre de la Santé et du Bien-être                                                                 |           | Alékos Papadópoulos (jusqu'au 13/06/2002) Konstantínos Stephanís | PASOK |
| Ministre de la Justice                                                                               |           | Phílippos Petsálnikos                                            | PASOK |
| Ministre de la Culture                                                                               |           | Evángelos Venizélos                                              | PASOK |
| Ministre de la Marine marchande                                                                      |           | Geórgios Anomerítis                                              | PASOK |
| Ministre de l'Ordre public                                                                           |           | Michális Chryssohoïdis                                           | PASOK |
| Ministre de la Macédoine-Thrace                                                                      |           | Geórgios Paschalídis                                             | PASOK |
| Ministre de la Mer Égée                                                                              |           | Nikólaos Siphounákis                                             | PASOK |
| Ministre des Transports et des Communications                                                        |           | Chrístos Verelís                                                 | PASOK |
| Ministre de la Presse et des Médias                                                                  |           | Chrístos Protópapas                                              | PASOK |
| Ministre d'État                                                                                      |           | Stéphanos Maníkas                                                | PASOK |

### Remaniement du 7 juillet 2003
- Les nouveaux ministres sont indiqués en gras, ceux ayant changé d'attributions en italique.

| Portefeuille                                                                       | Titulaire | Titulaire                                                    | Parti |
| ---------------------------------------------------------------------------------- | --------- | ------------------------------------------------------------ | ----- |
| Premier ministre                                                                   |           | Konstantínos Simítis                                         | PASOK |
| Ministre de l'Intérieur, de l'Administration publique et de la Décentralisation    |           | Konstantínos Skandalídis                                     | PASOK |
| Ministre de la Défense nationale                                                   |           | Giánnos Papantoníou                                          | PASOK |
| Ministre des Affaires étrangères                                                   |           | Giórgos Papandréou                                           | PASOK |
| Ministre de l'Économie et des Finances                                             |           | Nikólaos Christodoulákis                                     | PASOK |
| Ministre du Développement                                                          |           | Ákis Tsochatzópoulos                                         | PASOK |
| Ministre de l'Environnement, de l'Aménagement du territoire et des Travaux publics |           | Vásso Papandréou                                             | PASOK |
| Ministre de l'Éducation nationale et des Religions                                 |           | Pétros Efthimíou                                             | PASOK |
| Ministre de l'Agriculture                                                          |           | Geórgios Drys                                                | PASOK |
| Ministre du Travail et de la Sécurité sociale                                      |           | Dimítris Réppas                                              | PASOK |
| Ministre de la Santé et du Bien-être                                               |           | Konstantínos Stephanís                                       | PASOK |
| Ministre de la Justice                                                             |           | Phílippos Petsálnikos                                        | PASOK |
| Ministre de la Culture                                                             |           | Evángelos Venizélos                                          | PASOK |
| Ministre de la Marine marchande                                                    |           | Geórgios Paschalídis                                         | PASOK |
| Ministre de l'Ordre public                                                         |           | Geórgios Florídis                                            | PASOK |
| Ministre de la Macédoine-Thrace                                                    |           | Cháris Kastanídis                                            | PASOK |
| Ministre de la Mer Égée                                                            |           | Nikólaos Siphounákis                                         | PASOK |
| Ministre des Transports et des Communications                                      |           | Chrístos Verelís                                             | PASOK |
| Ministre de la Presse et des Médias                                                |           | Chrístos Protópapas                                          | PASOK |
| Ministre d'État                                                                    |           | Stéphanos Maníkas (jusqu'au 18/07/2003) Aléxandros Akrivákis | PASOK |

### Remaniement du 13 février 2004
- Les nouveaux ministres sont indiqués en gras, ceux ayant changé d'attributions en italique.

| Portefeuille                                                                       | Titulaire | Titulaire                   | Parti |
| ---------------------------------------------------------------------------------- | --------- | --------------------------- | ----- |
| Premier ministre                                                                   |           | Konstantínos Simítis        | PASOK |
| Ministre de l'Intérieur, de l'Administration publique et de la Décentralisation    |           | Nikólaos-Michaíl Alevizátos | Sans  |
| Ministre de la Défense nationale                                                   |           | Giánnos Papantoníou         | PASOK |
| Ministre des Affaires étrangères                                                   |           | Tássos Gianítsis            | PASOK |
| Ministre de l'Économie et des Finances                                             |           | Nikólaos Christodoulákis    | PASOK |
| Ministre du Développement                                                          |           | Ákis Tsochatzópoulos        | PASOK |
| Ministre de l'Environnement, de l'Aménagement du territoire et des Travaux publics |           | Vásso Papandréou            | PASOK |
| Ministre de l'Éducation nationale et des Religions                                 |           | Pétros Efthimíou            | PASOK |
| Ministre de l'Agriculture                                                          |           | Geórgios Drys               | PASOK |
| Ministre du Travail et de la Sécurité sociale                                      |           | Dimítris Réppas             | PASOK |
| Ministre de la Santé et du Bien-être                                               |           | Konstantínos Stephanís      | PASOK |
| Ministre de la Justice                                                             |           | Phílippos Petsálnikos       | PASOK |
| Ministre de la Culture                                                             |           | Evángelos Venizélos         | PASOK |
| Ministre de la Marine marchande                                                    |           | Geórgios Paschalídis        | PASOK |
| Ministre de l'Ordre public                                                         |           | Geórgios Florídis           | PASOK |
| Ministre de la Macédoine-Thrace                                                    |           | Cháris Kastanídis           | PASOK |
| Ministre de la Mer Égée                                                            |           | Nikólaos Siphounákis        | PASOK |
| Ministre des Transports et des Communications                                      |           | Chrístos Verelís            | PASOK |
| Ministre de la Presse et des Médias                                                |           | Geórgios Romaíos            | PASOK |
| Ministre d'État                                                                    |           | Aléxandros Akrivákis        | PASOK |